# ثليجان
ثليجان مدينة و بلدية تابعة إقليميا إلى دائرة الشريعة ولاية تبسة الجزائرية. تقع في الجنوب الشرقي للولاية تبسة
أغلب سكانها ينتسبون إلى عائلة نصير او كما يقال عرش نصير
أشهر من ينتسب إلى هذا العرش هو نصير إبراهيم وهو حافظ لكتاب الله عز وجل ودرس العديد من الطلاب العلم الشرعي وعلوم القرآن يقال أنه كان قاصرا لا يقدر على المشي 
خلف أبناء أحدهم اسمه أحمد الذي أنجب ابنا سماه ابراهيم تيمنا بجده وسلك طريق العلم الشرعي هو كذلك ودرس في جامعة الامير عبد القادر في قسنطينة للعلوم الشرعية وعلوم القرآن والفقه والأصول والأحكام الاسلامية اجتهد في طلب العلم الشرعي وكثيرا ما كان يقدم دروسا في المسجد أين يقطن وشارك في العديد من المحاضرات الاسلامية التابعة للتنسيقية الوطنية لأساتذة العلوم الشرعية 

## تاريخ
اُنشأت قرية اشتراكية ضمن مشروع السد الأخضر، رقيت إلى بلدية في الثمانينات بعدما كانت تابعة لبلدية الشريعة